# Dean Whitehead
Dean Whitehead (Abingdon, 12 de janeiro de 1982) é um futebolista inglês que atua normalmente como meia, mas também pode jogar como lateral-direito.

## Títulos
Sunderland
- Football League Championship: 2004–05 e 2006–07

Individual
- Time do Ano da PFA: 2007[1]
- North East Football Writers' Player of The Year: 2007 (junto com Nyron Nosworthy)